# Walter Mischel
Walter Mischel (22. února 1930, Vídeň – 12. září 2018) byl americký psycholog židovského původu narozený v Rakousku, profesor Kolumbijské univerzity, 25. nejcitovanější psycholog 20. století. Přináleží k sociální psychologii a zaobíral se především tématem sebekontroly a teorií osobnosti.

## O chování rozhoduje situace
Za průlomovou je považována jeho práce Personality and Assessment z roku 1968. V ní se přiklonil k názoru, že lidské chování je zdaleka nejvíce určováno situací, a nikoli osobnostní strukturou. "Osobnostní rysy" jedince označil de facto za mýtus.

## Marshmallow test
V pozdějších letech se věnoval především tématu sebekontroly. Navrhl experiment, který u dětí předškolního věku zjišťoval, zda jsou schopny odolat pokušení. Experiment stojí na jednoduchém principu. Dítě dostane na výběr nějakou odměnu, nejčastěji sladkost (mezi sladkostmi byl právě i v 60. letech velmi populární bonbón marshmallow, ale i sušenky, preclíky aj.). Poté je ale postaveno před rozhodnutí, jestli si chce danou odměnu vzít hned nebo pokud počká 20 minut v místnosti, dostane dvě další. Pokud si dítě vybralo, že počká, je ponecháno v místnosti, kde je na stole pouze zvonek pro přivolání experimentátora a odměna.
V základní variantě byly před dítětem na stolku obě odměny - jak tácek s jedním pamlskem v jednom rohu, tak tácek se dvěma pamlsky v protějším rohu, a to proto, aby dítě věřilo, že odměna existuje, a také proto, aby se v něm zintenzivnil probíhající konflikt. V místnosti ani na stole nebylo nic jiného, čím by se dítě mohlo zabavit nebo co by mu pomohlo odvést pozornost. Dítě je vždy srozuměno s tím, že pokud vydrží čekat, dostane dvě odměny, ale pokud zazvoní na zvonek a přijde výzkumník, nebo začne jíst cukrovinku, nebo vstane od stolu, dostane pouze jednu odměnu. Tato pravidla dítě zopakuje, aby si byl výzkumník jistý, že je pochopilo. Podle následného chování dítěte lze určit, jestli je schopno sebeovládání, tedy jestli dokáže odložit momentální uspokojení.
Toto zjištění ale vede k mnohem podstatnější predikci budoucího úspěchu v životě daného dítěte. Skupinu dětí z tohoto výzkumu totiž Mischel dlouhodobě sledoval a jednoznačně prokázal, že děti s vyšší mírou sebekontroly, které dokázaly déle čekat na satisfakci, dosahují v životě a při studiu větších úspěchů, zatímco ty děti, které čekat na satisfakci nedokázaly a snědly sladkost rychle, měly v budoucnu problémy - horší studijní výsledky, více zkušeností s drogovou závislostí, byly více obézní (naměřen výrazně vyšší BMI index), měly problémy s porušováním zákona apod.
Později Mischel i jeho následovníci vyvinuli celou řadu modifikací testu, kde se lišila doba nepřítomnosti experimentátora, umístění odměny, pomocné instrukce k odvedení pozornosti apod. Po dvaceti letech experimentování začali děti také natáčet, aby mohli ukázat průběh testu a různé strategie, které děti při čekání na odměnu používaly. První záznamy pořídila Monica L. Rodriguezová v Chile.
Mischelově vysoce ceněné vědecké práci se dostalo i popularizace, za kterou stojí primárně novinář David Brooks, který v roce 2006 označil ve svém článku pro The New York Times Michelův výzkum právě označením Marshmallow test. Tento název se díky rozšíření médii uchytil, přestože bonbóny marshmallow byly pouze jednou z mnoha možných odměn, ze kterých si děti v experimentu vybíraly.